# Dakota megye (Minnesota)
Dakota megye az Amerikai Egyesült Államokban, azon belül Minnesota államban található. Megyeszékhelye Hastings, legnagyobb városa Eagan. Lakosainak száma 439 882 fő (2020. április 1.). Dakota megye Ramsey, Rice, Washington, Pierce, Goodhue, Scott és Hennepin megyékkel határos.

## Népesség
A megye népességének változása:
| Lakosok száma | 399 151 | 402 029 | 404 937 | 408 509 | 414 686 | 439 882 |
|               | 2010    | 2011    | 2012    | 2013    | 2015    | 2020    |